# إغناثيو يوجينو لوزانو الابن
إغناثيو يوجينو لوزانو الابن (بالإنجليزية: Ignacio E. Lozano, Jr.)‏ هو دبلوماسي أمريكي، ولد في 15 يناير 1927 في سان أنطونيو في الولايات المتحدة.